# 1976년 동계 올림픽 오스트레일리아 선수단
1976년 동계 올림픽 오스트레일리아 선수단은 오스트리아 인스브루크에서 개최된 1976년 동계 올림픽에 참가한 올림픽 오스트레일리아 선수단이다.

## 알파인 스키
남자부
- 활강: 데이비드 그리프 - 22위, 킴 클리포드 - 34위, 로브 멕인트리 - 완주 못 함 (추락)
- 대회전: 데이비드 그리프 - 완주 못 함, 킴 클리포드 - 예선 탈락
- 회전: 킴 클리포드 - 완주 못 함 (추락), 데이비드 그리프 - 완주 못 함 (추락)

여자부
- 활강: 셀리 라드, 조애니 행크 - 36위
- 대회전: 셀리 라드 - 33위, 조애니 행크 - 40위
- 회전: 조애니 행크 - 완주 못 함 (추락), 셀리 라드 - 예선 탈락

## 피겨 스케이팅
남자부
- 윌리엄 스코버 - 완주 못 함 (대회 첫 날 부상 입음)

여자부
- 샤론 번리 - 20위

## 스피드 스케이팅
- 500m: 콜린 코아테스 - 25위
- 1000m: 콜린 코아테스 - 11위
- 1500m: 콜린 코아테스 - 8위
- 5000m: 콜린 코아테스 - 10위
- 10000m: 콜린 코아테스 - 6위

## 참고 자료
- (영어) “Australia at the 1976 Innsbruck Winter Games”. SR/Olympic Sports. 2012년 12월 7일에 원본 문서에서 보존된 문서. 2011년 10월 11일에 확인함.
- 공식 올림픽 보고서 보관됨 2012-02-04 - 웨이백 머신